# Messier 95
Messier 95 (NGC 3351) é uma galáxia espiral localizada a cerca de trinta e oito milhões de anos-luz (aproximadamente 11,65 megaparsecs) de distância na direção da constelação de Leão. Possui uma magnitude aparente de 9,7, uma declinação de +11º 42' 13" e uma ascensão reta de 10 horas,  43 minutos e 57,7 segundos.
A galáxia NGC 3351 foi descoberta em 20 de Março de 1781 por Pierre Méchain.

## Descoberta e visualização

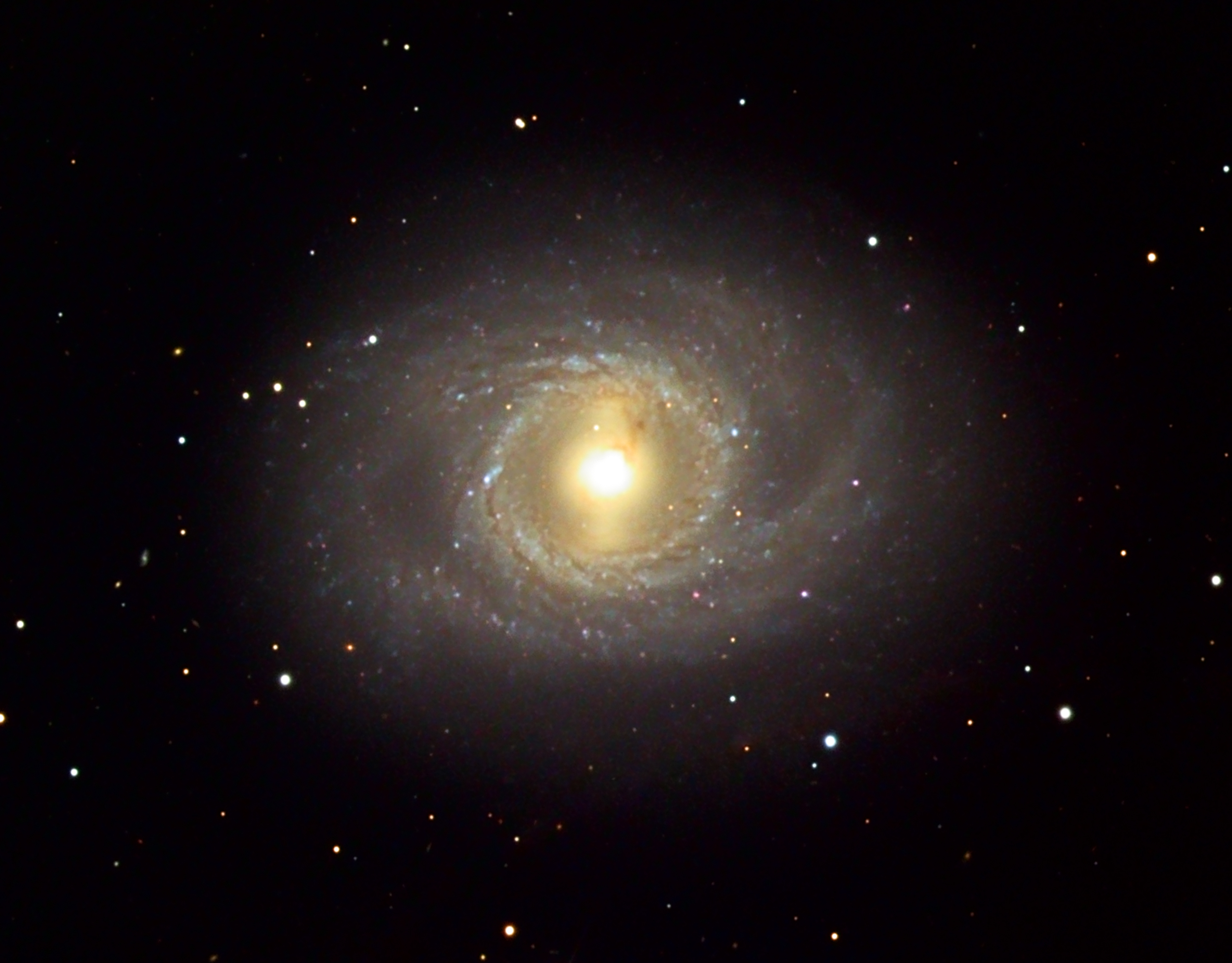
Messier 95

A galáxia espiral foi descoberta pelo astrônomo francês Pierre Méchain em 20 de março de 1781, juntamente com Messier 96. Após quatro dias, seu colega de observatório Charles Messier decidiu observá-la e foi incluída em seu catálogo.

## Características
É uma das galáxias menos brilhantes no catálogo Messier. É uma galáxia espiral barrada com braços quase circulares, semelhante à estrutura da galáxia Messier 91, embora M95 tenha uma estrutura espiral mais notável. Faz parte de um grupo galáctico, o grupo M96, dominado pela galáxia Messier 96 e contendo Messier 105 galáxias menores.
Foi uma galáxia chave para o estudo de estrelas variáveis cefeidas para a determinação da constante de Hubble. Seus resultados, juntamente com as correções feitas com o satélite Hipparcos, estiaram sua distância em 35,5 milhões de anos-luz, de acordo com as estimativas da distância do grupo M96 em relação à Terra em 38 milhões de anos-luz. Seu diâmetro aparente de 4,4 minutos de grau correspondem a um diâmetro real de 49 000 anos-luz.

## Galeria

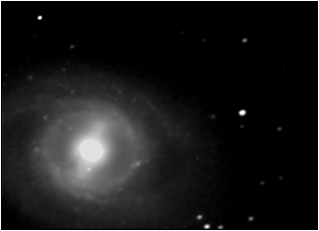
Messier 95
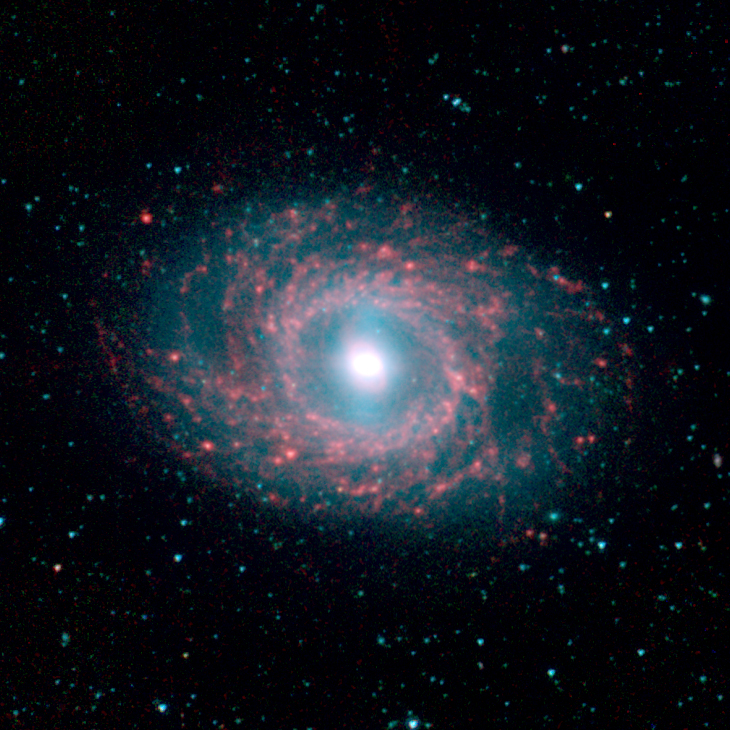
Messier 95, Telescópio Espacial Spitzer
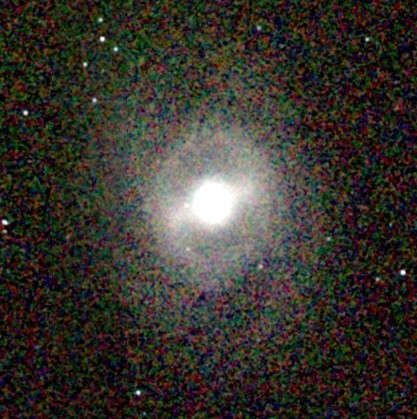
Messier 95, projeto 2MASS
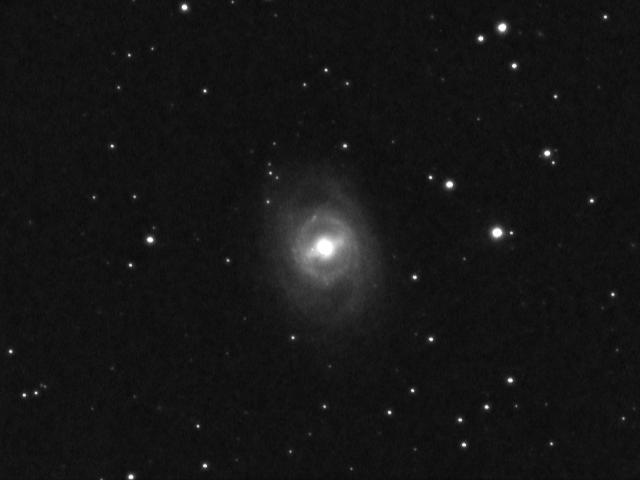
Messier 95, Ole Nielsen
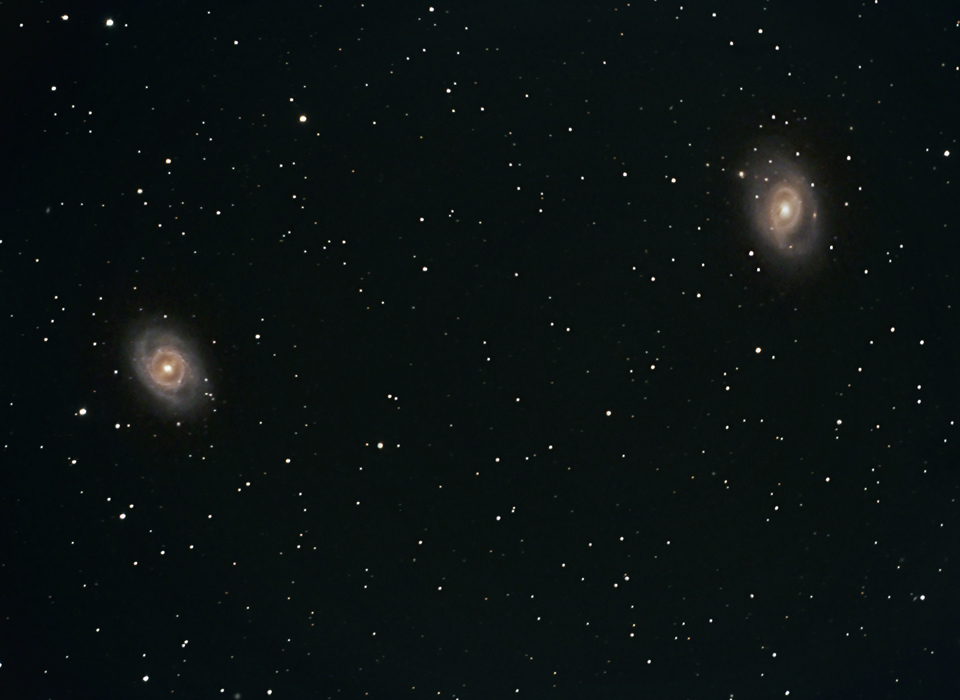
Messier 95 (à esquerda) e Messier 96 (à direita)